# Vickers Valiant
Виккерс «Вэлиент» (англ. Vickers Valiant) — британский дальний бомбардировщик, первый из бомбардировщиков «V-серии». Совершил первый полёт 18 мая 1951 года. Состоял на вооружении Королевских ВВС в 1955—1965 годах. Всего построено 107 единиц.
В 1956 год самолёты этого типа применялись в Суэцкой войне.
Valiant стал единственным бомбардировщиком, участвовавшим в британских ядерных испытаниях. С 1956 по 1958 год с них было сброшено 8 ядерных и термоядерных бомб.

## Тактико-технические характеристики
Приведённые данные соответствуют модификации B.Mk.1.

### Технические характеристики
- Экипаж: 5 человек
- Длина: 33,00 м
- Размах крыла: 34,85 м
- Высота: 10,11 м
- Площадь крыла: 219,45 м²
- Масса пустого: 34 420 кг
- Масса нормальная взлётная: 63 500 кг
- Масса максимальная взлётная: 79 380 кг
- Двигатель: Роллс-Ройс «Эйвон» RA28 Mk.204 (4×4540 кгс)

### Лётные характеристики
- Максимальная скорость на высоте 9000 м: 910 км/ч
- Максимальная скорость у земли: 666 км/ч
- Крейсерская скорость на высоте 11 900 м: 796 км/ч
- Дальность полёта: 7240 км
- Практический потолок: 16 460 м
- Скороподъёмность: 23 м/с (1380 м/мин)
- Длина разбега (при нормальной взлётной массе): 1098 м
- Посадочная дистанция: 1676 м

### Вооружение
- Бомбы: 1×4500 кг или 21×450 кг